# コンスタンチン・イグームノフ
コンスタンチン・ニコラーイェヴィチ・イグームノフ（ロシア語: Константи́н Никола́евич Игу́мнов, ラテン文字転写: Konstantin Nikolaevich Igumnov、1873年5月1日 タンボフ州リェベジャナ - 1948年5月24日 モスクワ）は、ロシアのピアニスト、音楽教師、作曲家。

## 経歴
生い立ち
1873年、ロシア帝国・リペツク州近郊レベデャンの商家に生まれた。父のニコライは音楽と文学を愛好する学識豊かな人として知られていた。
幼いころから音楽の才能が見られ、4歳からピアノを弾きはじめた。中学予備校(プロギムナジヤ)で学び、1886年には友人と一緒に演奏会を開いている。1887年からは第一モスクワ古典ギムナジウムでも同時に学び、ニコライ・ズヴェーレフについてピアノを学んだ(セルゲイ・ラフマニノフとアレクサンドル・スクリャービンも同時に師事していた)。1988年からはモスクワ音楽院の聴講生となり、最初はパーヴェル・パプスト、後にアレクサンドル・ジロティの下で学んだ。また、作曲も試みている。同時期の1892年から1995年にはモスクワ大学に在学し、最初は法律学部、その後は歴史・哲学学部で学んでいる。1894年にモスクワ音楽院を金メダルを得て卒業すると、ソリストとしてデビューした。
音楽教師として
1898年から1899年までロシア音楽協会附属のチフリス音楽学校にピアノ教師として勤める。1899年からモスクワ音楽院の教授となり、1924年から1929年まで院長として音楽院を統率した。
1948年、モスクワにて死去。

## 受賞
- 1937年：労働赤旗勲章
- 1941年：ロシア＝ソビエト連邦人民芸術家
- 1945年：レーニン勲章
- 1946年：ソ連人民芸術家
- 1946年：スターリン賞

## 指導学生
- ボレスワフ・コン（英語版）
- ナウム・シュタルクマン
- エレーナ・ベクマン＝シチェルビナ
- ヤコフ・フリエール
- レフ・オボーリン
- マリヤ・グリンベルク
- ケティ・マルカシアン
- アンジェイ・ザソフスキ（英語版）
- リシャルト・バクスト
- アナトーリー・アレクサンドロフ
- ナターリヤ・サーチナ（後のラフマニノフ夫人）
- ベラ・ダヴィドヴィチ
- イサイ・ドブローウェン

## 音源
- Konstantin Igumnov plays Chopin Sonata No. 3 in B minor （第2楽章まで）
- Konstantin Igumnov plays Chopin Sonata No. 3 in B minor （第3楽章）
- Konstantin Igumnov plays Chopin Sonata No. 3 in B minor （フィナーレ）